# Biełusiszki
Biełusiszki (biał. Бялусішкі; ros. Белусишки) – wieś na Białorusi, w obwodzie witebskim, w rejonie brasławskim, w sielsowiecie Opsa.
Inna nazwa miejscowości to Białusiszki lub Bieluszyszki.

## Historia
W czasach zaborów ówczesna wieś leżała w granicach Imperium Rosyjskiego.
W latach 1921–1945 kolonia leżała w Polsce, w województwie nowogródzkim (od 1926 w województwie wileńskim), w powiecie brasławskim, w gminie Opsa.
Według Powszechnego Spisu Ludności z 1921 roku zamieszkiwało tu 88 osób, wszystkie były wyznania rzymskokatolickiego. Jednocześnie 2 mieszkańców zadeklarowało polską przynależność narodową, a 86 litewską. Było tu 16 budynków mieszkalnych. W 1931 w 17 domach zamieszkiwały 73 osoby.
Miejscowość należała do parafii rzymskokatolickiej w Opsie. Podlegała pod Sąd Grodzki w Opsie i Okręgowy w Wilnie; właściwy urząd pocztowy mieścił się w Opsie.